# Felip Mateu i Llopis
Felip Mateu i Llopis (València, 15 de novembre de 1901 - Barcelona, 13 d'abril de 1998) va ser un bibliotecari i historiador valencià.

## Biografia
Va estudiar a la Universitat de València. Entre 1924 i 1926 va treballar en el seu doctorat a la Universitat Central de Madrid. Aquesta tesi seria publicada amb el títol Ensayo sobre una Casa Real de Moneda de uno de los Estados de la Corona de Aragón: la Ceca de Valencia y las acuñaciones valencianas de los siglos XIII al XVIII i orientaria la seua tasca investigadora cap a la numismàtica. A València va freqüentar l'Arxiu del Regne de València i va entrar en contacte amb els més destacats historiadors valencians de l'època: Jaume i Lluís Cebrián Ibor, Josep Rodrigo Pertegàs, Josep Martínez Aloy, Francesc Almarche i Josep Sanchis Sivera. Es va relacionar amb ambients valencianistes, sent el primer director de la revista Acció Valenciana i formà part del grup Acció Cultural Valenciana, juntament amb Manuel Sanchis Guarner. L'any 1932 va ser un dels signataris de les Normes de Castelló. A aquests primers anys pertanyen alguns articles escrits en català, entre ells l'assaig El País Valencià (1933), editat en la col·lecció «Quaderns d'Orientació Valencianista» de l'editorial L'Estel.
L'any 1930 va ingressar al cos nacional d'arxivers i bibliotecaris i després d'una temporada a la secció numismàtica del Museu Arqueològic Nacional, a Madrid, va ser destinat com a director del Museu Arqueològic i la Biblioteca Provincial de Tarragona, fet que va reforçar els seus contactes amb els ambients intel·lectuals de Catalunya. L'any 1931 va tornar al Museo Arqueológico Nacional. Durant la Guerra Civil va ocupar diversos càrrecs entre Madrid i València, entre els quals cal destacar el de vocal de la Junta de Tesoro Artístico, amb seu al Col·legi del Patriarca, des del qual va poder evitar in extremis la destrucció dels arxius de la catedral de Toledo, de la catedral de València, de la catedral de Sogorb, a més d'altres arxius valencians, entre ells el personal de Josep Sanchis Sivera.
En acabar la guerra, després d'un procés de depuració va ser readmès al Museo Arqueológico Nacional i des d'ací va passar a ser nomenat director de la Biblioteca Central de Barcelona —actual Biblioteca de Catalunya i hereva dels fons de l'Institut d'Estudis Catalans. Segons pròpia confessió personal a Eufemià Fort i Cogul, Mateu va explicar que havia rebut ordres de destruir bona part dels fons catalans de la biblioteca, ordre que es negava a complir, tot i que en aquells moments s'havia vist obligat a afiliar-se a la Falange Española.
Fins a la seua jubilació l'any 1972 va desenvolupar una important tasca a la Biblioteca Central de Barcelona i a la xarxa annexa de Biblioteques Populars de la Diputació de Barcelona. Va dirigir l'Escola de Bibliotecàries i la revista Biblioteconomia a més de ser cap de secció de l'Institut Nicolás Antonio de Bibliografia del Consell Superior d'Investigacions Científiques.
L'any 1943 va guanyar la càtedra de Paleografia i Diplomàtica a la Universitat d'Oviedo. Es traslladà després a la Universitat de València i finalment a la Universitat de Barcelona, on arribaria a ser degà de la Facultat de Filosofia i Lletres. També fou membre de l'Acadèmia de Bones Lletres de Barcelona (1943) i del Centre de Cultura Valenciana (1945).
L'índex de la seua àmplia obra científica en el camp de la numismàtica, sigil·lografia, bibliografia i història general va ser publicat l'any 1984, en un volum de 169 pàgines, per la Universitat Barcelona, amb el títol Titula de Felipe Mateu y Llopis: su obra científica al commemorar el LXXXIII aniversario.